# FK Kom Zlatica Podgorica
O FK Kom Zlatica Podgorica é um clube de futebol montenegrino com sede na cidade de Podgorica. O clube foi fundado em 1958 e o seu actual presidente chama-se Saša Petrović. A equipa disputa os seus jogos caseiros no Stadion Zlatica que tem capacidade para 3.500 espectadores.